# Geospiza fortis
Il fringuello terricolo medio (Geospiza fortis, Gould 1837) è un uccello della famiglia Thraupidae, endemico delle isole Galápagos in Ecuador.

## Descrizione

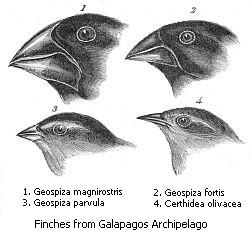
Comparazione del becco di G. fortis con quello di altre specie della famiglia degli Thraupidae.